# Сан-Буэнавентура (Коауила)
Сан-Буэнавентура (исп. San Buenaventura) — город в Мексике, штат Коауила, входит в состав одноимённого муниципалитета и является его административным центром. Численность населения, по данным переписи 2020 года, составила 23 413 человек.

## Общие сведения
Название San Buenaventura дано в честь католического святого Бонавентуры.
Поселение пытались основать с 1674 года несколько раз в разных местах, но агрессивные туземцы вынуждали миссионеров покидать эти поселения.
В 1748 году, тогдашний вице-король Хуан Франсиско де Гуэмес (исп. Juan Francisco de Güemes), распорядился об основании деревни Нуэстра-Сеньора-де-Гуадалупе-де-Хоркаситас-де-Сан-Буэнавентура. 25 апреля 1800 года она была переименована в Сан-Буэнавентура и получила статус вильи.